# Ázerbájdžánský fotbalový pohár
Ázerbájdžánský fotbalový pohár (ázerbájdžánsky: Azərbaycan Kuboku) je fotbalová pohárová vyřazovací soutěž v Ázerbájdžánu. Soutěž byla založena v roce 1992 po rozpadu Sovětského svazu.
Nejúspěšnějším týmem je se sedmi prvenstvími klub Neftçi Bakı PFK.

## Nejlepší kluby v historii - podle počtu vítězství
Zdroj: 
| Přehled vítězů    |        |                                                               |
| Klub              | Tituly | Vítězné ročníky                                               |
| Neftçi Bakı PFK   | 7      | 1994/95, 1995/96, 1998/99, 2001/02, 2003/04, 2012/13, 2013/14 |
| Kapaz PFK         | 4      | 1993/94, 1996/97, 1997/98, 1999/00                            |
| Qarabağ FK        | 4      | 1993, 2005/06, 2008/09, 2014/15                               |
| FK Xəzər Lənkəran | 3      | 2006/07, 2007/08, 2010/11                                     |
| FK Baku           | 3      | 2004/05, 2009/10, 2011/12                                     |
| İnşaatçı Baku FK  | 1      | 1992                                                          |
| Şəfa Baku FK      | 1      | 2000/01                                                       |